# АНС Пивани
АНС Пивани (азерб. ANS Pivani Bakı Futbol Klubu) — азербайджанский футбольный клуб. Основан в 1992 году. Официальное название — футбольный клуб «АНС Пивани Баку». В 2000 году прекратил своё существование в связи с финансовыми трудностями.

## Из истории клуба
Команда была создана в 1992 году под названием «Ниджат» и представляла при этом бакинский поселок Маштага. В 1994 году сменила название на «Бакы Фехлеси Маштага», а с 1995 года — «Бакы Фехлеси». В 1999 году приобретает своё последнее название — «АНС Пивани Баку», и представляет столицу Азербайджана.

## Выступления в чемпионате
Команда 9 раз принимала участие в чемпионатах Азербайджана.
| № | Сезон   | Место | Стадия                |
| - | ------- | ----- | --------------------- |
| 1 | 1992    | 26    | Турнир за 13-26 места |
| 2 | 1993    | 7     | Основная стадия       |
| 3 | 1993/94 | 7     | Основная стадия       |
| 4 | 1994/95 | 8     | Основная стадия       |
| 5 | 1995/96 | 7     | Турнир за 7-11 места  |
| 6 | 1996/97 | 9     | Основная стадия       |
| 7 | 1997/98 | 5     | Основная стадия       |
| 8 | 1998/99 | 5     | Турнир за 1-6 места   |
| 9 | 1999/00 | 5     | Основная стадия       |

## Еврокубки
Кубок Интертото 1998
(первый раунд)
| Команда 1 | Итог              | Команда 2           | 1-й матч | 2-й матч |
| --------- | ----------------- | ------------------- | -------- | -------- |
| Инкарас   | 1-1 (5-4 по пен.) | Бакы Фехлеси (Баку) | 0-1      | 1-0      |